# Sam Steele
Pour les articles homonymes, voir Steele.

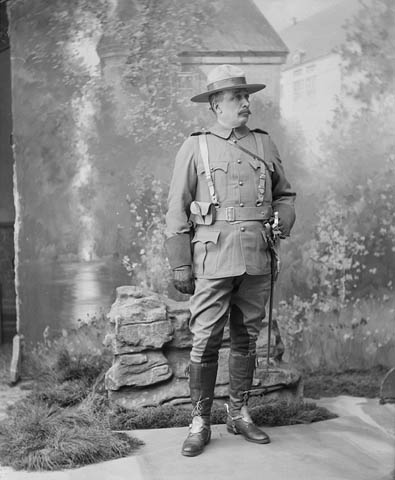
Samuel Benfield Steele, en uniforme d'officier, Lord Strathcona's Horse

Samuel Benfield Steele (5 janvier 1849 – 30 janvier 1919) est un soldat distingué et un célèbre membre de la Police montée du Nord-Ouest (North-West Mounted Police).

## Biographie

### Jeunesse
Né dans une famille de militaires à Purbrook. Il était le fils du capitaine Le Hon. Elmes Yelverton Steele, RN, un vétéran des guerres napoléoniennes, et l'un des six frères ont servi dans les forces armées britanniques. Sa mère (la seconde épouse de son père), Anne Macdonald, était la plus jeune fille de Neil MacDonald Maclain de Ardnamurchan, originaire d'Islay. Neil MacDonald était un petit-fils du capitaine Godfrey MacNeil de Barra, et un neveu du colonel Donald MacNeil. Sam Steele a été nommé pour l'oncle de son père, le Colonel Samuel Steele, qui a servi au Québec sous Lord Amherst. Sam Steele a reçu son éducation à la maison familiale, Purbrook, puis au Collège militaire royal du Canada. À l'âge de treize ans, il est devenu orphelin, et est allé vivre avec son demi-frère aîné, John Steele. Il a fait ses études à purbrook dans le canton de medonte

### L'engagement dans la Police montée
Sam Steele serait historiquement la troisième personne à s'être engagée dans la police montée du Canada.

## Sam Steele dans la littérature
Hector Adair, un personnage du roman Spirit-of-Iron (1923), écrit par le fils de Steele, Harwood Steele, a été inspiré par la vie du fameux Mountie. Le roman comportant une note de l'auteur en introduction précisant que : « Hector Adair est censé représenter l'officier idéal de la Mounted Police en particulier et l'officier Britannique en général. Il ne doit être rattaché à aucune figure historique de cette Force. »
Dans le roman Alaska de James Michener, le « Major Sam Steele » est le représentant de la Police montée. Michener lui reconnaît le statut de figure historique dans une note préliminaire, mais la véracité de certaines de ses actions est difficilement vérifiables.
Le policier est également le représentant de la GRC dans le deuxième tome du roman Lili Klondike de Mylène Gilbert-Dumas. Il supervise la procession des chercheurs d’or, qu'il suit de près, en route vers Dawson City.
Sam Steele est présent dans les bandes-dessinées "la jeunesse de Picsou" (histoire 8 du tome 2) de Don Rosa, où le jeune Balthazar Picsou est chercheur d'or lors de la ruée vers l'or du Klondike. Steele y est représenté en tant que gradé de la police montée venant remettre de l'ordre dans la ville de Dawson et craint par tous les bandits de la région pour ses faits militaires. Il est accompagné par l'écrivain encore débutant "Mr. London" qui prend note de l'aventure.
Dans la série télévisée Un tandem de choc (Due South), « North » (saison 2, épisode 123 - 1995), Fraser fait références à Sam Steele comme étant très fier de n'avoir jamais eu à faire usage de son arme alors qu'il patrouillait dans les Territoires du Nord-Ouest.

## Divers
Le mont Steele, cinquième plus haut sommet du Canada et dixième d'Amérique du Nord, fut nommé en son honneur.